# Nyskoga församling
Nyskoga församling var en församling i Karlstads stift och i Torsby kommun i Värmlands län. Församlingen uppgick 2002 i Norra Ny-Nyskoga församling.

## Administrativ historik
Församlingen bildades 1 maj 1873 genom en utbrytning ur Norra Ny församling.
Församlingen var till 1996 annexförsamling i pastoratet Norra Ny och Nyskoga. Från 1996 till 2002 ingick församlingen i Övre Älvdals pastorat där även ingick Dalby, Södra och Norra Finnskogs församlingar. Församlingen uppgick 2002 i Norra Ny-Nyskoga församling.

## Kyrka
- Nyskoga kyrka